# Gualaco
Gualaco es un municipio del departamento de Olancho en la República de Honduras.

## Toponimia
El nombre viene del mexicano Kwalako (en las buenas aguas) y se compone de kwalli (bueno), atl (agua) y -ko (en).

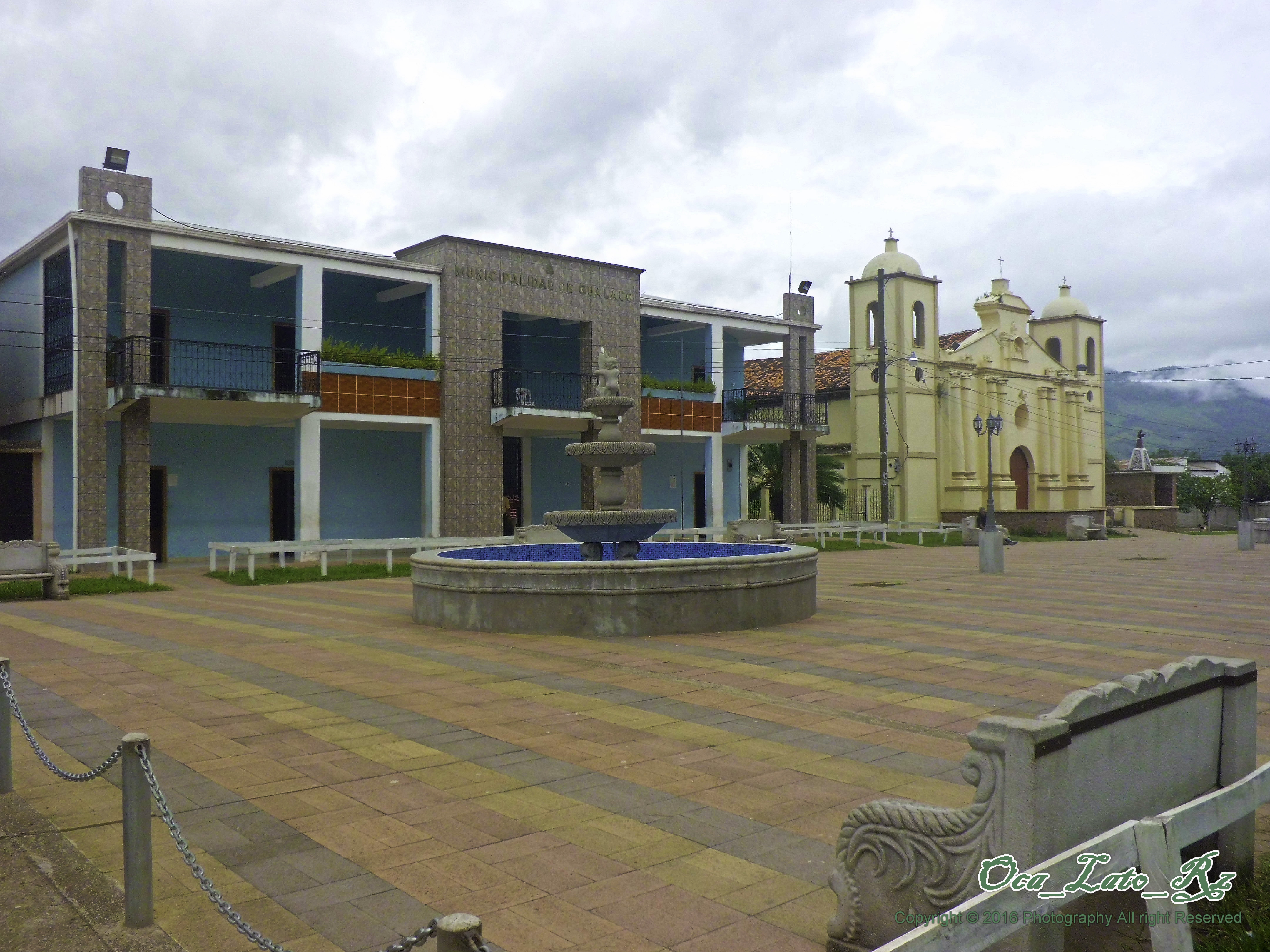

## Límites
Está ubicado al norte del Departamento de Olancho.
Está localizado entre los paralelos 15º 00’ y 15º 25’ y los meridianos 85° 50’ y 86° 00’.
| Orientación | Límite                                        |
| ----------- | --------------------------------------------- |
| Norte       | Municipio de Olanchito, Yoro                  |
| Norte       | Municipio de Sabá, Colón                      |
| Norte       | Municipio de Tocoa, Colón                     |
| Sur         | Municipio de San Francisco de La Paz, Olancho |
| Sur         | Municipio de Santa María del Real, Olancho    |
| Sur         | Municipio de Guarizama, Olancho               |
| Este        | Municipio de San Esteban, Olancho             |
| Este        | Municipio de Catacamas, Olancho               |
| Oeste       | Municipio de Guata, Olancho                   |

El Municipio de Gualaco es el noveno más grande a nivel nacional y ocupa el cuarto lugar a nivel departamental, de acuerdo a las autoridades municipales y según datos históricos la extensión territorial de Gualaco es de 2,225 km², sin embargo, para fines del presente trabajo los cálculos realizados por el Sistema Nacional de Información Territorial (SINIT), reporta que el territorio municipal de Gualaco tiene una área de 2,225.38 km² que incluye un Título Ejidal de 5,600 ha. De las cuales el 67% están cubiertas de bosque de pino y el área en pretensión por San Esteban considerando que los límites municipales son los mismos para los dos casos, tanto los planteados por la municipalidad que coinciden con los planteados por el Sistema Nacional de Información Territorial (SINIT).

## Geografía
La topografía en el Municipio de Gualaco corresponde a tres niveles de relieve, las planicies o valles, una zona intermedia que comprende los bosques de coníferas y las montañas o zonas altas de bosque nublado, de los cuales el 59% lo constituyen los valles o planicies, las laderas, con pendientes que van desde 0% a 30%, que constituyen el 31% del territorio municipal y se encuentran localizados en la zona central del Municipio de Gualaco. 
La zona intermedia se ubica en las zonas norte y sur del municipio y la zona montañosa se encuentra en la Sierra de Agalta y Montaña de Botaderos, que están constituidas por suelos escarpados y corresponde a un 10% de la superficie territorial de Gualaco.
Lo anterior, permite la clasificación de las diferentes actividades productivas que pueden o no desarrollarse en un territorio determinado. El Municipio de Gualaco, presenta una topografía muy irregular, predominando las planicies y valles en un 59% y el 41% restantes lo constituyen terrenos montañosos y escarpados

## Flora y Fauna
La diversidad de ecosistemas en el municipio presenta también una diversidad ecológica en las especies de flora y fauna existentes. La cobertura vegetal se clasifica en tres grandes grupos: Bosques de Coníferas, Bosques Latifoliados y Bosques Mixtos. 
Los bosques de coníferas representan el 40.8% del territorio, destacando que la mayor cantidad de éstos se encuentran en el área de San Antonio y Chindona; otras aldeas con cobertura de coníferas son Vargas, San Antonio de Pacura, Jicalapa y La Venta.
Los bosques Latifoliados representan el 23.49% del municipio ubicados principalmente en las aldeas de San Antonio de Pacura, San Buenaventura y La Boca.
Mientras que los bosques Mixtos representan el 3.6% de territorio y se ubican principalmente en el sur del municipio en las aldeas de La Boca y San Pedro.
Existe gran cantidad de fauna, tanto aves como mamíferos. los hábitats de algunas especies están siendo destruidos por la agricultura migratoria y la ganadería extensiva agravándose la situación con los incendios forestales anuales. Así mismo se están fragmentando los corredores de especies como el puma, el danto y la onza que según los pobladores ya no se les mira cruzar entre la Montaña de Botaderos y la Montaña de Jacaleapa.

## Historia
Viejos documentos hablan poco del Pueblo de indios de Gualaco, pero mencionan a Chindona, probablemente el mismo “Pueblo de Agalta” como el pueblo de indios más grande que quedaba en Honduras en 1582.
En 1657, Gualaco fue fundado. No se sabe exactamente quien lo fundó, en un inicio fue llamado Gualala posteriormente se le cambia el nombre a Gualaco.
En 1684, solo contaba con 11 casas.
En 1791, en el recuento de población de 1791 pertenecía al Curato de Silca, fue cabecera del Distrito del León Alvarado.
En 1810, obtuvo la categoría de Municipio. 
En 1841, Gualaco contaba con una población estimada de 570 hombres y 654 mujeres para un total de 1,224 habitantes.

### Alcaldes
| Período   | Nombre                        |
| --------- | ----------------------------- |
| 1967-1970 | Macario de Jesús Echeverría   |
| 1970-1972 | Tomás García                  |
| 1972-1979 | Pedro Ángel Padilla García    |
| 1979-1980 | José Buena Ventura Cardona    |
| 1980-1982 | Carlos Rufino Pavón           |
| 1982-1986 | Ramón Bayardo Padilla         |
| 1986-1989 | Trinidad de la Cruz Padilla   |
| 1989-1990 | José Bernabé Guillén          |
| 1990-1994 | Ana Luz Ramírez Padilla       |
| 1994-1998 | José Pilar Padilla            |
| 1998-2002 | Rafael de Jesús Ulloa Murillo |
| 2002-2006 | Carlos Ulises Sosa            |
| 2006-2022 | Roque Humberto Escobar        |
| 2022-2026 | Edwin Cabrera                 |

## Población
La administración política de Gualaco consta de una población aproximada de 23,355 habitantes. El casco urbano del Municipio de Gualaco se ubica a 666 m s. n. m. con un área aproximado de 14.2 km² y una población de 7,000 habitantes

## Turismo
En la Cultura Gualaqueña existen muchas ruinas, así como artesanías que desaparecieron en los pueblos más modernos, como el trabajo en barro del Caserío del Boquerón.
Gualaco hoy tiene historia para contar al mundo con poblados como Saguay, Jacaleapa, Magua, Susmay y otros, también un rico potencial en recursos naturales y plantas como el teocinte, ríos caudalosos, bosques, cuevas y más.
Es por esta razón, que la Corporación Municipal 2014-2018, toma a bien, Declarar el día 30 de septiembre como el día del Municipio de Gualaco, y que sirva para conmemorarlo a nuestro Santo Patrón San Jerónimo, lo cual queda plasmado en los libros de esta municipalidad.
- Cuevas de Susmay
- La Picucha
- La Puzunca
- Parque Nacional Montaña de Botaderos
- Iglesia de San Buena Ventura, Virgen de la Luz
- Aguas Termales
- Sitio Arqueológico El Naranjal
- Ruta del Teocinte, Saguay, Río Grande, La Puzunca
- Parque Ecológico Las Orquídeas, El Ocotal N.º 1
- Chorros de Babilonia,
- Parque ecológico Las Crucitas

## División Política
Aldeas: 12 (2013)
Caseríos: 213 (2013)
| Código | Aldeas                   |
| ------ | ------------------------ |
| 150801 | Gualaco                  |
| 150802 | Chindona                 |
| 150803 | Jicalapa                 |
| 150804 | La Boca                  |
| 150805 | La Venta                 |
| 150806 | Las Lomas                |
| 150807 | Saguay                   |
| 150808 | San Antonio de los Micos |
| 150809 | San Antonio de Pacura    |
| 150810 | San Buenaventura         |
| 150811 | San Pedro                |
| 150812 | Vargas                   |